# Ópera
Ópera (em italiano:  significa obra, em latim, plural de "opus", obra) é um gênero artístico teatral que consiste em um drama encenado acompanhada de música, ou seja, composição dramática em que se combinam música instrumental e canto, com presença ou não de diálogo falado. Os cantores são acompanhados por um grupo musical, que em algumas óperas pode ser uma orquestra sinfônica completa.
O desenvolvimento das estruturas musicais anteriormente pelos mestres flamengos e venezianos serviu de suporte para que, no Barroco, surgisse uma nova forma musical, a ópera.
O drama é apresentado utilizando os elementos típicos do teatro, tais como cenografia, vestuários e atuação. No entanto, a letra da ópera (conhecida como libreto) é normalmente cantada em lugar de ser falada.

## Componentes

### Os cantores e seuspersonagenssão classificados de acordo com seustimbresvocais
- Os cantores em: baixo, baixo-barítono (ou baixo-cantor), barítono, tenor e contratenor.
- As cantoras em: contralto, mezzo-soprano e soprano.

Cada uma destas classificações tem subdivisões, como por exemplo: um barítono pode ser um barítono lírico, um barítono de caráter ou um barítono bufo, os quais associam a voz do cantor ou cantora

### Enredo
Uma ópera segue, basicamente, um roteiro padrão. Primeira parte, a Abertura, onde é tocada uma música pela orquestra. Seguida por, Recitativo, onde os atores ficam dialogando. Os personagens secundários participam do coro, enquanto os principais interpretam as árias (composições para voz solista).

## Origem
O termo ópera provém do latim opera, plural de opus ("obra", na mesma língua), sugerindo que esta combina as artes de canto coral e solo, recitativo e balé, em um espetáculo encenado.
A ópera surgiu no início do século XVII, na Itália para definir as peças de teatro musical, às quais se referia, com formulações universais como dramma per música (drama musical) ou favola in música (fábula musical), espécie de diálogo falado ou declamado acompanhado por uma orquestra.
Devido seu local de origem, a maior parte das óperas é encenada em latim ou italiano. Suas origens remontam as tragédias gregas e cantos carnavalescos italianos do século XIV.
A primeira obra considerada uma ópera, data aproximadamente do ano 1594 em Florença no final do Renascimento. Chamada Dafne (está atualmente desaparecida) escrita por Jacopo Peri e Ottavio Rinuccini, para um círculo elitista de humanistas florentinos, conhecido como a Camerata. Dafne foi uma tentativa de reviver uma tragédia grega clássica, como parte de uma ampla reaparição da antiguidade que caracterizou o Renascimento. Um trabalho posterior de Peri e Rinuccini, Eurídice - escrita para as bodas de Henrique IV de França e Maria de Médici, em 1600 - é a primeira ópera que sobreviveu até a atualidade.

## Ópera italiana

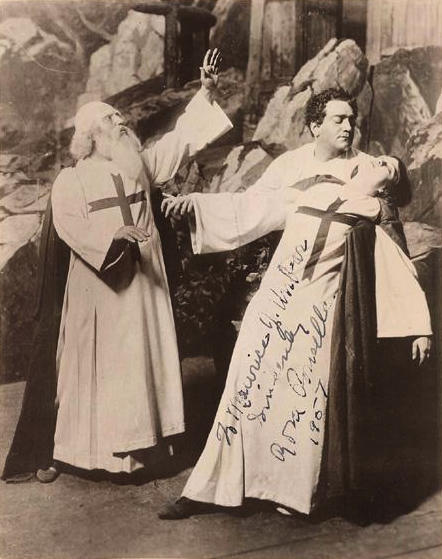
Enrico Caruso e Rosa Ponselle, dois ícones do início do século XX, em cena de La forza del destino

Na Itália, três cidades deram importantes contribuições para o desenvolvimento da ópera.
- Roma aperfeiçoou os coros;
- Nápoles o "bel canto", ou seja, a arte de cantar, e;
- Veneza a música instrumental.[3]

A escola considerada mais importante foi de Veneza, onde surgiu o primeiro gênio da ópera, Claudio Monteverdi (1567-1643). Nascido em Cremona, foi membro da sociedade "Os Filarmônicos de Bologna", onde realizou progressos na arte musical e contribuiu com o crescimento do drama lírico com suas óperas L'Orfeo (1607), L'Arianna (1608), Il ritorno d'Ulisse in patria (1640) e L'incoronazione di Poppea (1643).
Seu discípulo, Francesco Cavalli (1602-1676) aperfeiçoou o estilo de Monteverdi, agrupando várias vozes em duetos, tercetos e quartetos, e colocando os coros em lugar de importância secundária. Cavalli introduziu também os elementos cômicos.
Contemporâneos de Cavalli, encontramos Giacomo Carissimi (1605-1674), de Roma, que se distinguiu nos oratórios. Seu discípulo Antonio Cesti (1623-1669), introduziu na escola veneziana o estilo do oratório de Carissimi. Só que o público já clamava pela forma de Cavalli, por isso Cesti dividiu a ópera em Ópera-séria e Ópera-bufa.
Em Nápoles, Alessandro Stradella (1639-1682) empregou os métodos de Carissimi em suas obras, mas a grande importância da Escola Napolitana se deve à Alessandro Scarlatti (1660-1725), que conecta a severa escola do contraponto e a escola livre do bel canto. Com Scarlatti, a melodia adquire maior fluência e graça, e as árias tomam forma de recitativo. Scarlatti usou também a forma de Abertura.
Os seguidores de Scarlatti foram: Nicola Porpora (1686-1768); Francesco Durante (1684-1755), que teve ilustres pupilos, dentre eles: Nicola Logroscino (1698-1764), o inventor do concertante final, e Niccolò Piccinni (1728-1800), que desenvolveu ainda mais esta forma, durante o período de Gluck em Paris.
Em Nápoles surgiram: Giovanni Battista Pergolesi (1710-1736), que escreveu uma obra notável, La serva padrona; Niccolò Jommelli (1714-1774) e Tommaso Traetta (1727-1779), chamados os "Gluck italianos"; Baldassare Galuppi (1706-1785), considerado o pai da ópera bufa; e o maior expoente na ópera séria, Giovanni Bononcini (1670-1747); Giovanni Paisiello (1740-1816) e Domenico Cimarosa (1749-1801), últimos grandes compositores de ópera bufa.

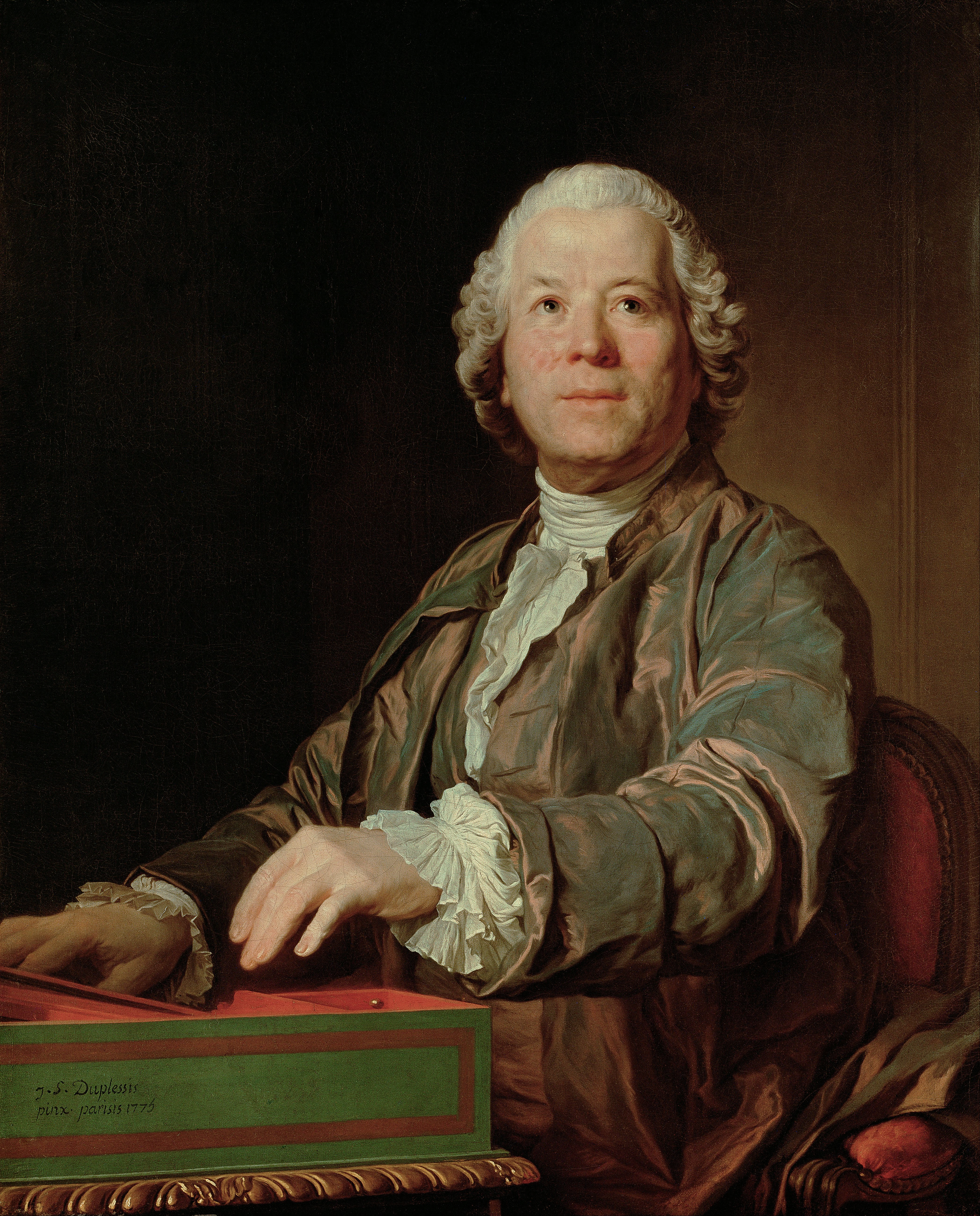
Christoph Willibald Gluck

Christoph Willibald Gluck (1714-1787) foi o primeiro reformulador do drama lírico. Depois de obter considerável fama na produção de óperas italianas convencionais, foi para a Inglaterra. Mas, não satisfeito com as condições existentes para a ópera e a fim de estudar mais, foi para Paris, onde se sentiu muito atraído pelas obras de Jean-Philippe Rameau (1683-1764). Retornando a Viena, dedicou-se novamente aos estudos, tentando sempre estabelecer uma relação mais íntima entre a música e o drama. Em 1762 estreia a ópera Orfeu, a fim de aplicar muitas de suas teorias. Mas foi somente com Alceste, em 1767, que se consagrou com um dos principais compositores de drama lírico do mundo.

### Ópera-séria
A ópera-séria, também conhecida como dramma per musica ou melodramma serio, refere-se a um estilo nobre e sério de ópera italiana que predominou na década de 1710. A sua origem foi a partir das convenções austeras do drama através da música, do chamado alto barroco. O próprio termo era pouco usado na época, e só se tornou comum depois que a própria ópera séria saiu de moda, pois se apresentava muito elaborada, com várias cenas diferentes, sem se importar com a temática dramática, e com presença de grandes coros, sem nenhuma temática também dramática. A orquestra era meramente um acompanhamento.

### Ópera-buffa
A ópera-buffa, também conhecida como commedia per musica ou divertimento giocoso, refere-se à versão italiana da opéra-comica. A sua origem estava ligada a desenvolvimentos musicais e literários que ocorriam em Nápoles no início do século XVIII, de onde se espalhou para Roma e norte da Itália.
Distingue-se da ópera-cômica (produzida mais tarde na França) onde o diálogo é falado. Na ópera cômica a ação não é sempre cômica, como exemplos: "Médée" e "Carmen". "Il barbiere di Siviglia", de Rossini, é um exemplo de ópera-bufa.
A ópera-bufa era de caráter ligeiro e burlesco, mantendo grande parte do efeito dramático, mas frequentemente se convertia em vulgar e meramente comum. O diálogo por meio de recitativos, fora tarde modificado com a introdução de árias, duetos e corais. Este estilo de ópera tornou-se popular em Nápoles, onde dava aos cantores oportunidades para exibir suas técnicas vocais.

### Bel Canto
O bel canto é um estilo do início do século XIX, presente na ópera italiana, que se caracterizava pelo virtuosismo e os adornos vocais que demonstrava o solista em sua representação. Ademais, baseava-se numa expressão vocal distinta, em que o drama deveria ser expresso através do canto, valorizando-se sobretudo a melodia e mantendo-se sempre uma linha de legato firme e impecável.
O estilo bel canto contém alguns dos personagens mais complexos e dramáticos do repertório operístico, como a Norma, de Bellini, e a Lucia di Lammermoor, de Donizetti. Era, contudo, uma forma de expressão particular, alinhada aos ideais do Romantismo.
Na primeira metade do século XIX o bel canto alcançou seu nível mais alto, através das óperas de Gioachino Rossini, Vincenzo Bellini e Gaetano Donizetti, dentre outros. Esta técnica continuou a ser utilizada muito tempo depois, embora novas correntes musicais a tenham sobrepujado.
Muitas óperas desse estilo ficaram abandonadas durante décadas, ou até mais de um século, só vindo a ser resgatadas entre os anos 1950 e 1980, período que ficou conhecido pelo resgaste de diversas óperas capitaneados por cantoras famosas, como Maria Callas, Joan Sutherland, Leyla Gencer e Montserrat Caballé.

## Ópera francesa

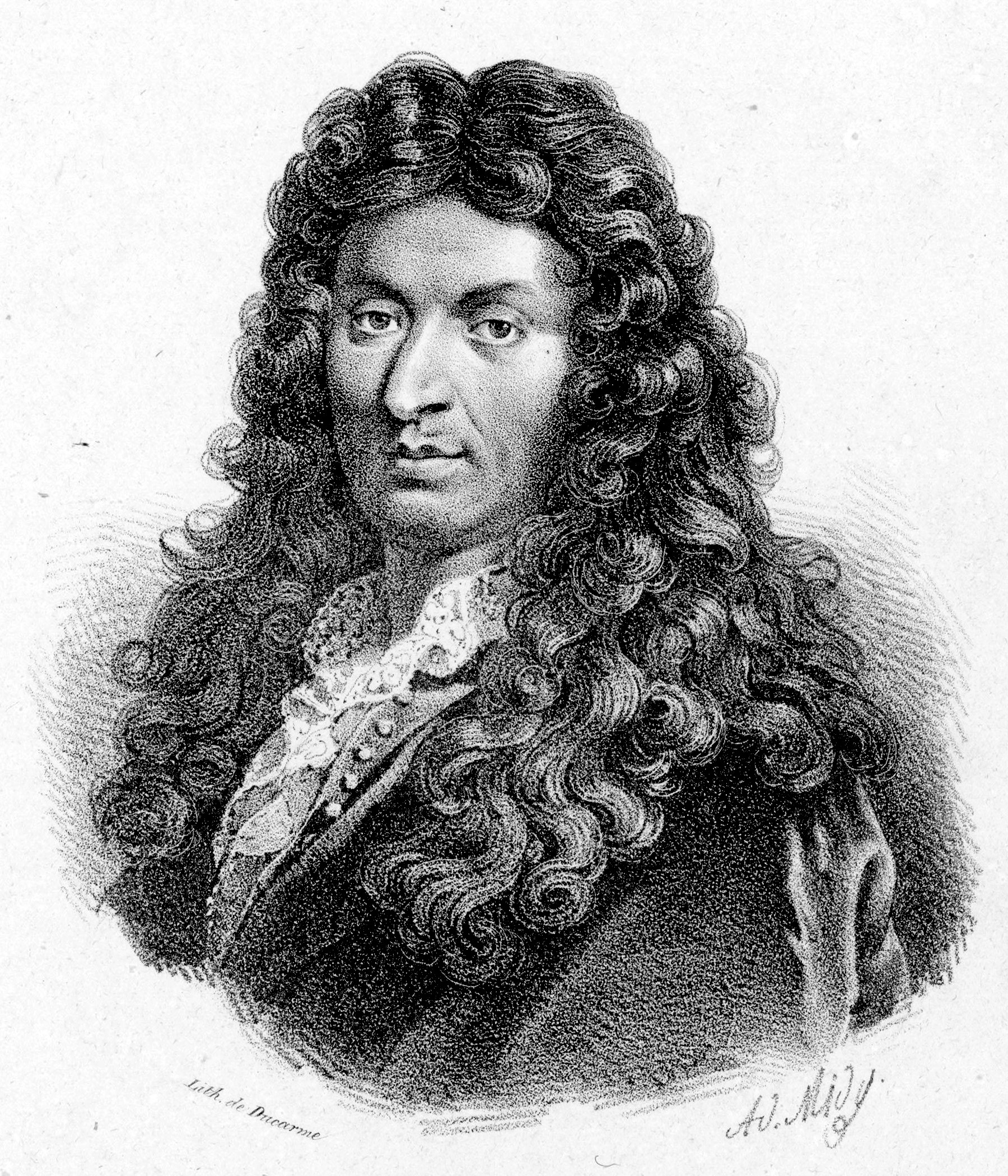
Jean-Baptiste Lully

Rivalizando com produções importadas da ópera italiana, uma tradição francesa separada, cantada em francês, foi fundada pelo compositor italiano Jean-Baptiste Lully, que monopolizou a ópera francesa desde 1672. As aberturas de Lully, seus recitativos disciplinados e fluidos e seus intermezzi estabeleceram um padrão que Gluck lutou por reformar quase um século depois. A ópera na França permaneceu, incluindo interlúdios de balé e uma elaborada maquinaria cenográfica.
A ópera francesa foi influenciada pelo bel canto de Rossini e outros compositores italianos.

### Ópera-comique
A ópera francesa com diálogos falados é conhecida como ópera-comique, independente de seu conteúdo, mas, inicialmente, por volta do início do século XVIII, seu libreto estava atrelado ao gênero buffo. Teve seu auge entre os anos de 1770 e 1880 e uma de suas representantes mais reconhecidas foi Carmen de Bizet, de 1875. A ópera-comique serviu como modelo para o desenvolvimento do singspiel alemão e pode assemelhar-se à operetta, conforme o peso de seu conteúdo temático.

### Grand Ópera
Os elementos da Grand Ópera francesa apareceram pela primeira vez nas obras Guillaume Tell, de Rossini, em 1829, e Robert le Diable, de Meyerbeer, em 1831. Caracteriza-se por ter decorações luxuosas e elaboradas, um grande coro, uma grande orquestra, balés obrigatórios e um número elevado de personagens. O ápice da Grand Ópera na Itália se dá com Verdi, com Les vêpres siciliennes e Don Carlos, e na Alemanha, com o Rienzi, de Wagner.

## Ópera alemã

### Origem
Inspirada predominantemente na ópera italiana, desenvolveu-se desde meados da metade do século XVII uma tradição operística nos territórios de língua alemã. A primeira ópera de um compositor teutônico foi Dafne, de Heinrich Schütz, cuja partitura infelizmente não sobreviveu ao tempo. Schütz conheceu a forma musical durante sua estadia na Itália entre 1609 e 1613. Apenas alguns anos após a estreia de Dafne, foi composta a primeira ópera de língua alemã que chegou até nós: Seelewig ou Das geistliche Waldgedicht oder Freudenspiel, genannt Seelewig (O poema espiritual da floresta ou peça alegre, intitulado Seelewig), de Sigmund Theophil Staden, a partir de um libreto de Georg Philipp Harsdürffer. Seelewig é uma obra alegórico-didática, inspirada na dramaturgia escolástica (Schuldrama) da Renascença alemã.
Pouco depois da Guerra dos Trinta Anos, os teatros de ópera estabeleceram-se também nos territórios de língua alemã como um ponto de encontro das classes sociais mais abastadas. Os príncipes e as casas reais exerceram um papel de vital importância neste processo, financiando a construção de teatros de corte e os seus artistas. Tais teatros eram em sua maioria também abertos ao público (ao menos à burguesia). Assim, em 1657, Munique inaugurou seu primeiro teatro de ópera; Dresden, em 1667.
Teatros de ópera públicos e populares – isto é, financiados pelo poder público ou pela burguesia -, como o de Veneza, havia apenas em Hamburgo (a partir de 1678), Hannover (a partir de 1689) e Leipzig (a partir de 1693). Em clara oposição aos teatros de ópera da corte, dominados por óperas em língua italiana, tais teatros populares, em especial o de Hamburgo – o mais antigo teatro de ópera burguês da Alemanha -, dedicavam sua programação a obras e autores de língua alemã, como Händel, Keiser, Mattheson e Telemann. Estes estabeleceram a partir do início do século XVIII, com o uso libretti em língua alemã, muitas vezes escritos por grandes poetas, como Elmenhorst, Feind, Hunold e Postel, uma tradição operística propriamente germânica. Dois dos mais importantes escritos sobre ópera da época, Dramatologia (1688), de Elmenhorst, e Gedancken von der Opera (1708), sublinham o papel central exercido pelo teatro de ópera de Hamburgo para o estabelecimento de uma tradição operística nacional alemã. O teatro foi, no entanto, fechado em 1738, favorecendo o fortalecimento das óperas em língua italiana, que desde sempre já dominavam o meio operístico nos territórios de língua alemã.
Com a obra de Wolfgang Amadeus Mozart iniciou-se, a partir de meados de 1780, um longo desenvolvimento operístico alemão, que duraria até o fim do século XIX, e levaria a uma suplantação das obras italianas em favor das germânicas – ou de obras estrangeiras integralmente traduzidas em alemão - nos territórios de língua alemã.

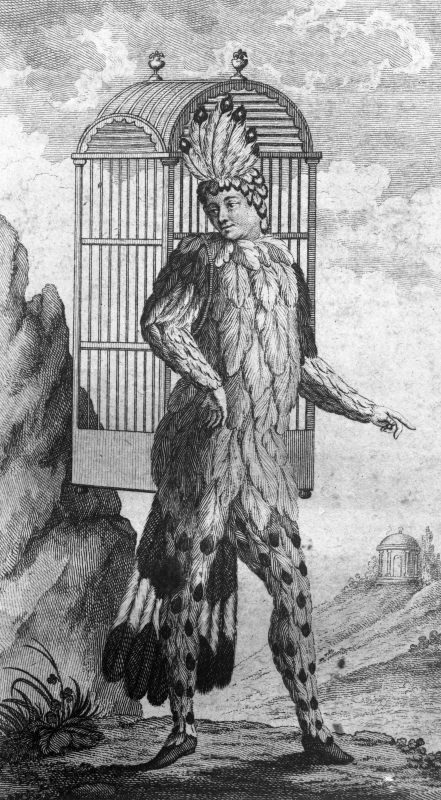
Desenho de Emanuel Schikaneder como o primeiro Papageno na Flauta Mágica

Mozart alternou diversas óperas em língua italiana com óperas em língua alemã. A opera seria Idomeneo (1781), sua primeira obra-prima, foi escrita em italiano para o teatro de ópera de Munique. Após os Singspiele Bastien und Bastienne, Zaide e O Rapto do Serralho (Die Entführung aus dem Serail), Mozart estabeleceu com As Bodas de Fígaro (1786) e, sobretudo, com Don Giovanni (1787), seu estilo peculiar, que aproximava elementos da opera seria e da opera buffa. As duas últimas obras-primas, assim como Così fan tutte (1790), foram escritas em italiano por Lorenzo da Ponte. A Flauta Mágica (1791), escrita em alemão, reúne elementos da ópera tradicional, do Singspiel e do antigo teatro mágico de Viena, o qual utiliza efeitos de palco espetaculares e cuja ação dramática inclui elementos míticos. Daí vieram as ideias e símbolos da maçonaria  - da qual Mozart era um membro.

### Romantismo

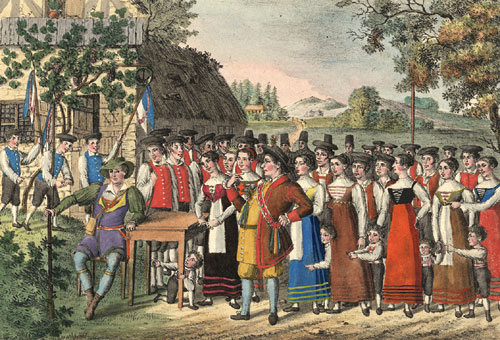
Litografia de uma representação em 1822 de Der Freischütz

Com Weber (1786-1826) inicia-se a ópera romântica alemã. Em Der Freischütz ele oferece ao povo alemão sua primeira ópera nacional. Outros representantes do romantismo operístico alemão foram Franz Schubert (Fierrabras), cujas óperas, por conta de seus libretos de baixa qualidade, foram praticamente esquecidas, e Robert Schumann, que nos legou apenas uma ópera (Genoveva). Ademais destacam-se as óperas de Heinrich Marschner - cujos eventos sobrenaturais e descrições da natureza (por exemplo, em Hans Heiling) muito influenciariam Richard Wagner -, Albert Lortzing (Zar und Zimmermann e Der Wildschütz), Friedrich von Flotow (Martha), Louis Spohr (Faust) e Otto Nicolai (Die lustigen Weibern von Windsor).

### Richard Wagner

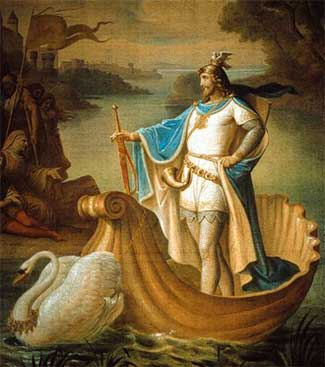
Lohengrin, pintura de August von Heckel (1886)

Richard Wagner revolucionou de tal forma o romantismo operístico alemão que os seus predecessores foram quase que inteiramente esquecidos após ele. Ele obteve seu primeiro sucesso com Rienzi, que foi logo em seguida superado por O Navio Fantasma (Der fliegende Hollander). Por conta de seu envolvimento com a Revoluções de 1848 em Dresden, Wagner precisou se exilar por muitos anos na Suíça. Seu amigo e, posteriormente, genro, o grande compositor Franz Liszt, promoveu a estreia de Lohengrin em Weimar, fazendo com que Wagner, apesar do exílio, continuasse a ser apresentado na Alemanha. Com o patrocínio do jovem rei bávaro Luís II, Wagner pode concretizar o seu sonho de encenar a tetralogia O Anel dos Nibelungos em um teatro especialmente construído para tal, o Bayreuther Festspielhaus, no qual, até hoje, apenas suas óperas são apresentada.
Uma das inovações para a ópera trazidas por Wagner foi a introdução do conceito do drama musical, pelo que a ópera deixa de ser composta por "números" e a música passa a ter um fluxo contínuo, sem divisões em árias, duetos, etc. Outros compositores alemães já apresentaram anteriormente uma tendência para tal dissolução dos “números operísticos”, em especial Schubert, com Fierrabras, Weber, com Der Freischütz, e Schumann, com Genoveva. Ela foi, no entanto, levada a cabo de maneira integral pela primeira vez apenas na obra de Wagner. Outra inovação de Wagner é a ideia de que orquestra e cantores devem ter o mesmo peso para a composição. A orquestra, portanto, não mais acompanha os cantores; antes, serve de “abismo místico”, em uma relação multifacetada com o que é cantado. Um tema recorrente nas óperas de Wagner (exceto Os Mestres Cantores de Nurembergue), cujo libreto ele próprio redigia, é a salvação através do amor, da renúncia ou da morte. Em Tristão e Isolda ele transfere o drama interno dos protagonistas para a música – a ação dramática externa é incrivelmente escassa. O início desta ópera retirou de todo a força da regra harmónica até então dominante. Ele ficou tão conhecido que entrou para a história da música com um nome próprio: Acorde de Tristão (Tristan-Akkord). As óperas de Wagner sobressaem-se musicalmente tanto por seu genial tratamento da orquestração, que exerceu forte influência na música sinfônica de seu tempo até Gustav Mahler, quanto pela introdução de motivos musicais (os Leitmotive) que se associam a personagens, situações objetos ou ideias. Com O Anel dos Nibelungos, o mais conhecido ciclo operístico de todos os tempos com quatro óperas e aproximadamente 16 horas de duração, Wagner concretizou o mais ambicioso plano de sua vida. Parsifal foi a última de suas óperas, que dividiram de maneira definitiva o meio musical entre seguidores (por exemplo, Engelbert Humperdinck, Richard Strauss, Hans Pfitzner, etc.) e opositores – principalmente na França.

### Richard Strauss e a Segunda Escola de Viena

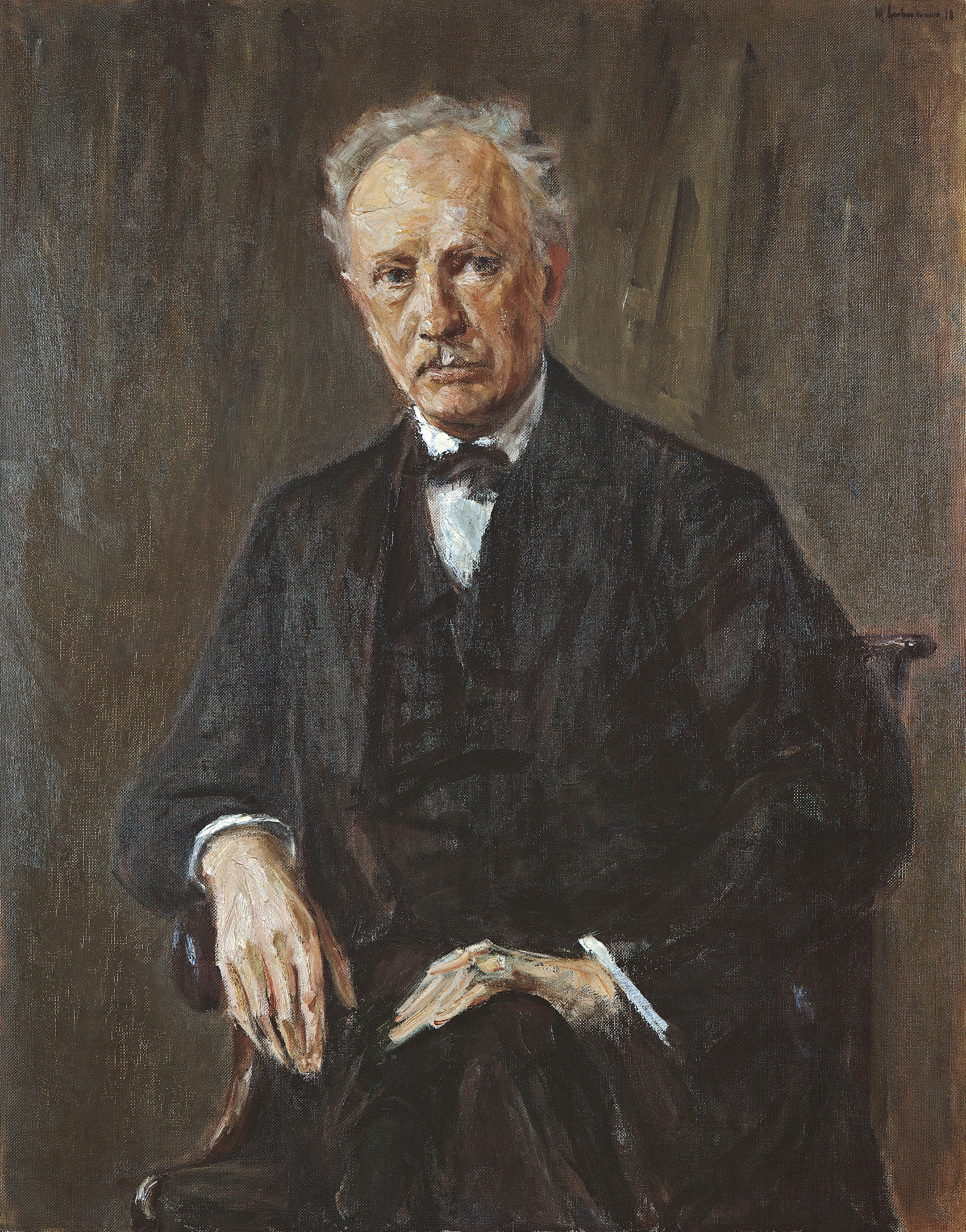
Richard Strauss

O mais importante compositor de óperas alemãs após Wagner foi Richard Strauss. Suas duas primeiras obras, Salomé e Elektra, são normalmente classificadas como romântico-tardias ou expressionistas. Algumas de suas óperas posteriores, especialmente O Cavaleiro da Rosa (Der Rosenkavalier), remetem, no entanto, a estilos anteriores. Além das óperas mencionadas, destacam-se Ariadne em Naxos (Ariadne auf Naxos), A Mulher sem Sombra (Die Frau ohne Schatten), Die ägyptische Helena e Arabella, todas elas – assim como Elektra e O Cavaleiro da Rosa – tiveram o seu libreto escrito pelo poeta austríaco Hugo von Hofmannsthal. Entre as obras tardias de Stauss destaca-se ainda Die schweigsame Frau, com libreto de Stefan Zweig.
Contemporaneamente a Strauss foram compostas pelos músicos da chamada Segunda Escola de Viena diversas óperas que seguiam, com diferentes graus de rigor, as técnicas dodecafônicas desenvolvidas pela escola. O mais bem sucedido compositor do grupo no campo operístico foi Alban Berg, cujas óperas Wozzeck e Lulu – a última inteiramente dodecafónica – são até hoje encenadas regularmente em todo o mundo. Outro compositor da escola que se destacou no meio operístico foi Arnold Schönberg, cujas óperas Espera (Erwartung) e Moisés e Aarão (Moses und Aron) entraram igualmente para o repertório internacional. Espera, a primeira ópera para apenas uma cantora, foi escrita em 1909, mas estreou apenas em 1924, em Praga, sob a regência de Alexander von Zemlinsky, e desfrutou de especial interesse principalmente no pós-guerra. A composição de Moisés e Aarão teve início em 1930, mas foi abandonada em 1937. A ópera estreou incompleta, em 1957, após a morte do compositor, e a partir dos anos 70 estabeleceu-se definitivamente no repertório operístico internacional.
De uma forma geral, a ópera alemã tem a característica de abordar temas mitológicos e fantásticos, de intensa profundidade, mas que a rigor não poderiam ser classificadas como óperas cômicas ou trágicas, por não terem a ação trágica ou cômica como núcleo principal do drama. É notável também a característica peculiar das óperas alemãs que tratam de histórias de amor, que, em grande parte dos casos, terminam em final feliz, sem serem necessariamente cômicas (ex.: Der Freischütz, de Weber; A Flauta Mágica, de Mozart; Der Rosenkavalier, de Richard Strauss).

## Ópera na atualidade
Após as correntes minimalistas e atonais de vanguarda, a segunda metade do século XX presenciou um momento misto na composição operística. Por um lado, compositores como Philip Glass (Einstein on the Beach) seguiram um estilo minimalista, enquanto compositores como Samuel Barber e Francis Poulenc compuseram escritas puramente tonais. No momento contemporâneo, os principais compositores de ópera são John Adams (Nixon in China), Tobias Picker, Jake Heggie, André Previn, Mark Adamo,Jorge Antunes (Olga) e Kaija Saariaho, entre outros. A produção operística continua intensa, embora poucas delas consigam se firmar no repertório das casas de ópera.

## Ópera em Portugal
Desconhece-se exatamente quando se começou a cantar ópera em Portugal, mas já antes de 1755 havia um teatro onde se executava ópera em Lisboa e que foi destruído pelo terramoto. Foi já na regência de Dom João, Príncipe do Brasil (futuro Dom João VI), que se inaugurou, em 1793, o Teatro Nacional de São Carlos, com a ópera La ballerina amante, de Cimarosa.
Também o Teatro Nacional São João, no Porto, foi inaugurado durante a regência do Príncipe do Brasil, e foi palco de inúmeras óperas desde então. Foi no Porto que a célebre cantora lírica Luísa Todi viveu e trabalhou antes de seguir para Londres, onde alcançaria fama internacional. Luísa Todi era natural de Setúbal, terra também estreitamente ligada a ópera.
Depois de um declínio na atuação e assistência deste espectáculo musical em Portugal na sequência da revolução de 1974, hoje em dia a ópera está de novo em ascensão, com mais atuações, maior público e mais investimentos públicos e privados.
O principal palco de ópera português continua a ser o Teatro Nacional de S. Carlos, embora outras entidades e companhias apresentem, pontualmente, espectáculos nesta área (como sejam os casos do Teatro Aberto e da ACTA, por exemplo).

## Ópera no Brasil
A ópera era uma forma de lazer no século XIX, tocada muito nos Saraus (um evento cultural ou musical realizado geralmente em casa particular, onde as pessoas se encontravam para se expressarem ou se manifestarem artisticamente).
A primeira ópera composta e estreada em solo brasileiro foi I due gemelli, de José Maurício Nunes Garcia, cujo texto se perdeu posteriormente. Porém, considera-se a primeira ópera genuinamente brasileira, com texto em português, A Noite de São João, de Elias Álvares Lobo.
O compositor de óperas brasileiro mais famoso é, sem dúvida, Carlos Gomes. Embora tenha estreado boa parte de suas óperas na Itália e muitas delas com texto em italiano, Carlos Gomes frequentemente usava temáticas tipicamente brasileiras, como as óperas Il Guarany e Lo Schiavo, sendo um nome bastante reconhecido em seu tempo, tanto no Brasil quanto na Itália. Também estreou as suas primeiras óperas no Rio de Janeiro, em português.
Outros compositores de ópera brasileiros notáveis foram Heitor Villa-Lobos, autor de óperas como Izaht e Aglaia, e Mozart Camargo Guarnieri, autor de Um Homem Só. Nos tempos atuais, a ópera brasileira continua sendo composta e tende a seguir as tendências da música de vanguarda, tais como Olga, de Jorge Antunes, A Tempestade, de Ronaldo Miranda, e O Cientista, de Silvio Barbato.
De grande importância temos também Elomar Figueira Mello, que compôs em 1983 Auto da Catingueira, uma ópera em cinco movimentos, e ainda as Árias Sertânicas, já em 1992, além de vários outros trabalhos, sempre com a temática, cenas e momentos envolvendo histórias de vida vividas ou passadas. O compositor brasiliense João MacDowell tem obtido grande sucesso com encenações de sua ópera bilíngue Tamanduá, encenada em Nova York e New Jersey. A história conta a jornada de uma jornalista norte-americana no Brasil, envolvida em um triângulo amoroso, e contém elementos da religiosidade, como candomblé e pajelança. A música mistura elementos contemporâneos e ritmos brasileiros. Há que se notar também o trabalho de Samuel Quinto, em especial a sua ópera Pascha Aeternam, adaptação de sua sinfonia nº1 em Lá Bemol Maior, com texto em Latim e Português que retrata a paixão de Cristo em quatro movimentos.

## Festivais de ópera no Brasil
- Festival Amazonas de Ópera - Manaus - Amazonas - Brasil
- Festival de Ópera do Theatro da Paz - Belém - Pará - Brasil
- Festival de Ópera de Goiânia - Goiânia - Goiás
- Festival de Ópera do Paraná - Paraná (Curitiba, Cascavel, Foz do Iguaçu, Antonina, Terra Roxa, Lapa, Rio Negro e Ponta Grossa)[6]

## Festivais de ópera em Portugal
- Festival de Ópera e Música Clássica de Ponte de Lima
- OperaFest Lisboa